# Crystal Quest
Crystal Quest es un juego de acción escrito por Patrick Buckland para Macintosh y publicado por Casady & Greene en 1987. Fue porteado a Apple IIGS en 1989 por Rebecca Heineman. También se realizaron ports para Amiga, Game Boy, iOS y Palm. Fue el primer juego compatible con las pantallas a color del Macintosh II.
El juego se basó en el juego shareware original Crystal Raider, uno de los partidarios del cual había sido Michael Greene, fundador de Greene, Inc. (que luego se fusionó con CasadyWare para convertirse en Casady & Greene). Una secuela, similar al juego original, Crystal Crazy, fue lanzada en 1993.
El 7 de febrero de 2006 se lanzó Crystal Quest en Xbox 360 a través de Xbox Live Arcade.
Game Mechanics LLC obtuvo la licencia de Crystal Quest y se lanzó en Kickstarter para recaudar fondos para crear una nueva versión en febrero de 2015. Desde el 23 de noviembre de 2016, Crystal Quest está disponible para Steam.

## Desarrollo
Crystal Quest es más fácil de jugar en modo color en la versión para Macintosh que en monocromo, ya que se usa más RAM, lo que hace que los enemigos se muevan más lento. Las mejoras y características de Crystal Quest con respecto a su predecesor Crystal Raider incluyen un modo de dos jugadores, compatibilidad con el color, sonido mejorado y un modo de demostración. Una falla en el modo de demostración para las primeras copias de Crystal Quest provocó errores en el sistema en uno de cada diez Mac II, y los afectados podían llamar a Greene Inc. para obtener una copia de reemplazo del juego.

## Recepción
Macworld revisó la versión para Macintosh de Crystal Quest , elogiando su jugabilidad de acción y gráficos coloridos, afirmando que Crystal Quest es "Acción rápida y desafiante... Aprendes a jugar en minutos porque el juego es muy intuitivo... Crystal Quest es especialmente divertido para jugar en una Mac II a color porque los gráficos de ciclos de colores vivos rivalizan con los de los mejores juegos de arcade... Crystal Quest es el primer juego de Macintosh que he encontrado que realmente se compara en características y calidad con un juego de arcade real". macworldtambién elogia los efectos de sonido "inteligentes", afirmando que "algunos de los sonidos son divertidos y otros son asquerosos. A los niños les encantarán". pero critica un efecto de sonido en particular, diciendo que "el sonido que acompaña la entrada del jugador en la puerta de enlace al final de cada ola, sin embargo, es un jadeo orgásmico pseudo-femenino digitalizado que varias mujeres para las que jugué encontraron ofensivo".
- Datos: Q5191327

1. ↑  «Crystal Quest game available for iPhone, iPod touch». MacTech Magazine.
2. 1 2 3 4  O'Meara, Felicity (1 de abril de 1988). A Colorful Quest: Crystal Quest 1.0 Review. Consultado el 1 de octubre de 2022.